# Bishōjo senshi Sailor Moon SuperS: Shin shuyaku sōdatsusen
Bishōjo senshi Sailor Moon SuperS: Shin shuyaku sōdatsusen (美少女戦士セーラームーンSuperS 真・主役争奪戦?, Bishōjo senshi Sērā Mūn SuperS: Shin shuyaku sōdatsusen) è un videogioco picchiaduro 3D, ispirato ai personaggi dell'anime Sailor Moon, e pubblicato nel 1996 per PlayStation e Sega Saturn, su quest'ultima console con il titolo Bishōjo senshi Sailor Moon SuperS: Various Emotion (美少女戦士セーラームーンSuperS Various Emotion?, Bishōjo senshi Sērā Mūn SuperS Various Emotion).
Il videogioco dà la possibilità al giocatore di scegliere fra la "modalità storia" (1 giocatore) e la "modalità incontro" (2 giocatori). Nella modalità "storia" è possibile scegliere il proprio personaggio fra le sei protagoniste (Sailor Moon, Sailor Mercury, Sailor Mars, Sailor Jupiter, Sailor Venus, Sailor Chibimoon), mentre nella modalità "incontro" è possibile scegliere fra tutte e dieci le guerriere sailor, quindi alle sei precedenti vanno aggiunte anche Sailor Uranus, Sailor Neptune, Sailor Pluto e Sailor Saturn. Le sei principali guerriere sailor hanno quattro poteri speciali ciascuna, mentre le altre quattro hanno solo tre poteri a testa.
Il giocatore ha la possibilità di personalizzare i vari personaggi, assegnando loro fino ad un massimo di venti punti per incrementare le caratteristiche dei personaggi. Il gioco offre quattro livelli di difficoltà.

## Modalità di gioco

### Doppiaggio
| Personaggio      | Doppiatore        |
| ---------------- | ----------------- |
| Sailor Moon      | Kotono Mitsuishi  |
| Sailor Mercury   | Aya Hisakawa      |
| Sailor Mars      | Michie Tomizawa   |
| Sailor Jupiter   | Emi Shinohara     |
| Sailor Venus     | Rika Fukami       |
| Sailor ChibiMoon | Kae Araki         |
| Sailor Uranus    | Megumi Ogata      |
| Sailor Neptune   | Masako Katsuki    |
| Sailor Pluto     | Chiyoko Kawashima |
| Sailor Saturn    | Yūko Minaguchi    |
| Luna             | Keiko Han         |
| Artemis          | Yasuhiro Takato   |
| Diana            | Kumiko Nishihara  |
| Tuxedo Kamen     | Tōru Furuya       |